# Jaroslav (Pardubice)
Jaroslav è un comune della Repubblica Ceca facente parte del distretto di Pardubice, nella regione omonima.